# Morecambe and Lunesdale (circonscription britannique)
La circonscription de Morecambe and Lunesdale  est une circonscription située dans le Lancashire, et représentée à la Chambre des communes du Parlement britannique depuis 2010 par David Morris du Parti conservateur.